# 詹姆士·梳士巴利
詹姆士·梳士巴利（英語： James Henry Salisbury, M.D.，1823年1月12日—1905年9月23日是一个美国医师，索尔兹伯里牛肉饼的发明者。

## 生平事迹
梳士巴利1823年出生于纽约州。在1844年，他在伦斯勒理工学院获得了自然科学学士学位。他加入了纽约州地质调查局作为助理药剂师，于1849年被晋升为首席化学家，直到1852年才卸任。1850年，他从奥尔巴尼医学院获得了医学学位，在1852年从斯克内克塔迪学院获得一个硕士学位。
他于1905年死于纽约州的家中，葬在克利夫兰的湖景公墓。